# سوآپ (مالی)

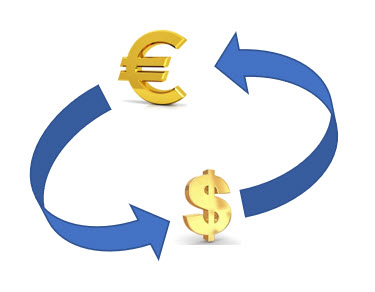

قرارداد پایاپای یا تهاتر یا سوآپ یا معاوضه یا تاخت، گونه‌ای از ابزار برگرفته است که در آن یک طرف قرارداد نسبت به معاوضه درآمدهای ناشی از ابزار مالی خود با درآمدهای ناشی از ابزار مالی طرف مقابل اقدام می‌کند. درآمدهای چنین قراردادی بستگی به گونه ابزار مالی مورد معامله دارد. برای مثال در معاوضه یا پایاپای اوراق قرضه منظور از درآمدها می‌تواند سود آن اوراق و به‌صورت کوپن‌های مربوط به آن باشد. این‌گونه از قراردادها معمولاً شامل تاریخ پرداخت و نیز نحوه محاسبه درآمدها یا جریانهای نقدی مورد معامله می‌باشد.
نخستین قرارداد پایاپای درسال ۱۹۸۱ میلادی میان شرکت آی‌بی‌ام و بانک جهانی صورت گرفت. امروزه قراردادهای پایاپای جزء مهم‌ترین قراردادهای مالی مورد استفاده در جهان می‌باشند. چنانچه بنابر گزارش بانک تسویه حساب‌های بین‌المللی در سال ۲۰۱۰ حجم این گونه از قراردادها بیش از ۸۴۸ تریلیون دلار آمریکا بوده‌است.
در واقع می‌توان گفت قرارداد سوآپ شکل کلی تری از قرارداد آتی است با این تفاوت که در قرارداد سوآپ پرداخت‌هایی که بین طرفین صورت می‌گیرد، متفاوت است و در چندین مرحله انجام می‌شود، اما در قرارداد آتی تنها یک پرداخت و تسویه صورت می‌گیرد.
پرداخت‌هایی که در قراداد سوآپ صورت می‌گیرند به دو شکل هستند: شناور و ثابت، که طرفین قرارداد با توجه به کالا یا وام و… عرضه شده توافق می‌کنند که پرداخت‌ها به چه صورت انجام شود. در زمان عقد قرارداد سوآپ، برخلاف دیگر قراردادها، طرفین هیچ پولی را پرداخت نمی‌کنند، البته به جز قرارداد سوآپ ارزی. همان‌طور که گفته شد قرارداد سوآپ پرداخت‌های متعددی دارد به تاریخ‌های پرداخت settlement date و فاصله بین پرداخت‌ها را settlement period، همچنین با تاریخی که قرارداد پایان میابد termination date می‌گویند.

## اجزا قرارداد سوآپ
قراردادهای سوآپ از اجزای مهمی تشکیل شده‌اند که نبود هرکدام موجب لغو قرارداد می‌شود. این اجزا شامل:
- دارایی پایه: در حقیقت همان دارایی است که در قرارداد ذکر می‌شود که قرار است معاوضه شود. دارایی پایه انواع مختلفی مانند وام، اوراق قرضه، سبد دارایی و… باشد.
- خریدار سوآپ: در واقع همان سرمایه‌گذار با نرخ بازده کل که توسط فروشنده سوآپ پیشنهاد میشه موافقت می‌کند و با بسته شدن قرارداد شروع به پرداخت شناور می‌کند.
- فروشنده سوآپ: همان خریدار حمایت است که نرخ بازده کل را تعیین کرده و با شروع قرارداد، پرداخت‌های شناور را از سوی خریدار سوآپ دریافت می‌کند.
- صرف سوآپ: در واقع پرداخت‌هایی هستند که از سمت فروشنده سوآپ صورت می‌گیرد. به پرداخت‌هایی که به صورت احتمالی خریدار سوآپ انجام می‌دهد، پایه حمایت سوآپ می‌گویند. میزان صرف سوآپ و زمان پرداختی در زمان عقد قرار توسط طرفین مشخص می‌شود.
- شخص (تعهد) مرجع: در واقع سازمان، ارگان یا فردی هستند که شیوه پرداخت بدهی را مشخص می‌کنند.

## انواع قراردادهای سوآپ
قراردادهای سوآپ انواع مختلفی دارند که براساس نوع دارایی و طرفین و شرایط قرارداد مورد نظر را انتخاب می‌کنند.
- قرارداد سوآپ ارزی (currency swap): قرارداد سوآپ به گونه‌ای است که طرفین با ارزهای مختلف پرداخت‌های خود را انجام می‌دهند. این گونه قرارداد طرفین می‌توانند به سه شیوه پرداختی ثابت-ثابت، شناور-ثابت، شناور-شناور مبالغ تسویه را بپردازند. در پرداخت ثابت-ثابت طرفین نرخ بهره ارز خود را با نرخ بهره ارز دیگری عوض می‌کنند. پرداخت ثابت-شناور به گونه‌ای است که یکی از طرفین نرخ ثابت ارز خود را تسویه می‌کند و طرف دیگر به صورت نرخ متغیر (شناور) ارز خود پرداخت را انجام می‌دهد و در پرداخت شناور-شناور طرفین پرداخت‌های خود را براساس نرخ شناور ارز خود انجام می‌دهند. نکته قابل ذکر درمورد قرارداد سوآپ ارزی این است که هیچ پرداخت خالصی وجود ندارد؛ چراکه طرفین براساس نرخ ارز خود مبالغ را به صورت مجزا پرداخت می‌کنند.
- قرارداد سوآپ نرخ بهره(interest rate swap): در مدل قرارداد نرخ بهره، پرداخت‌ها براساس مبلغ نرخ بهره یک ارز مشخص انجام می‌شود. پرداخت‌ها در این قرارداد به صورت شناور-شناور و ثابت-شناور انجام می‌شود و پرداخت‌ها برخلاف قرارداد سوآپ ارزی، به صورت خالص واریز می‌شوند.
- قرارداد سوآپ نرخ بازده کل (TRORS-Total Rate Of Return Swap): در این نوع قرارداد، طرفین یک دارایی پایه را مشخص می‌کنند که در طی یک مدت زمان مشخص ارزش آن دارایی کم یا زیاد شود، به طرف اول قرارداد برسد، همچنین طرف اول قرارداد باید پرداخت‌هایی را به صورت ثابت یا شناور به طرف دوم قرارداد که صاحب آن دارایی است، بپردازد.
- قرارداد سوآپ سهام (Equity swap): این قرارداد بیشتر برای سهامداران مورد استفاده قرار می‌گیرد که طرفین توافق می‌کنند که مبلغی براساس سود شاخص سهام در زمان‌هایی تعیین شده به یکدیگر پرداخت کنند.
- قرارداد سوآپ کالا (Commodity swap): در این قرارداد همان‌طور که از اسمش پیداست، شرکت‌ها و موسسات (یک طرف قرارداد) متعهد می‌شوند که در قبال به دست آوردن یک کالا مبلغی را به طرف مقابل پرداخت کنند و طرف مقابل نیز متعهد می‌شود در برابر مبلغ پرداخت شده، در زمان مشخص مبلغی برای خرید کالا بپردازد.
- قرارداد سوآپ نکول اعتباری (Credit Default Swap-CDS): موسسات مالی زمانی که به متقاضیان وام می‌دهند، ترس از عدم پرداخت وام و از دست دادن دارایی خود، تصمیم می‌گیرند که با شرکت‌هایی مانند شکت بیمه قرارداد سوآپ نکول ببندند. شیوه انجام این قرارداد بدین گونه است که موسسه مالی متعهد می‌شود که در بازه زمانی مشخص مبلغی را به شرکت بیمه بپردازد و در مقابل شرکت بیمه نیز موظف است که در صورت عدم پرداخت قسط از جانب متقاضیان دریافت کننده وام، مبلغ مشخص شده‌ای را مؤسسه مالی پرداخت کند.

## سواپ در فارکس تحت تأثیر چه مواردی است؟
هزینه سواپ در بازار فارکس به دلیل پیچیدگی های خاص خود تحت تأثیر عوامل مختلفی قرار می گیرد. هر کدام از این عوامل می توانند به طور مستقیم بر میزان سواپ مثبت یا منفی تأثیر بگذارند و در نتیجه هزینه هایی تغییر دهند که یک معامله گر ممکن است در طول نگهداری یک موقعیت معاملاتی متحمل شود. در ادامه به بررسی مهم ترین عوامل مؤثر بر هزینه سواپ می پردازیم.

### نرخ های بهره
نرخ های بهره یکی از اصلی ترین عوامل تأثیرگذار بر هزینه سواپ است. این نرخ ها مشخص می کنند که یک کشور به سرمایه گذاران خود چه میزان سود می دهد و در عوض چه هزینه ای برای وام گرفتن از آن کشور باید پرداخت شود. تغییرات در نرخ های بهره که معمولاً توسط بانک های مرکزی تعیین می شود، می تواند تأثیر چشمگیری بر هزینه سواپ داشته باشد. به عنوان مثال، اگر بانک مرکزی یک کشور نرخ بهره خود را افزایش دهد، ارز آن کشور به عنوان یک گزینه سرمایه گذاری جذاب تر خواهد بود و نرخ سواپ ضامن مثبتی را برای معامله گرانی به همراه خواهد داشت که آن ارز را خریداری می کنند.
در مقابل، اگر نرخ بهره یک کشور کاهش یابد، ممکن است ارز آن کشور جذابیت خود را از دست بدهد و با کاهش نرخ سواپ، هزینه هایی برای معامله گرانی ایجاد شود که موقعیت های خرید را حفظ می کنند. به طور خلاصه، تغییرات در نرخ های بهره به طور مستقیم بر محاسبه هزینه سواپ تأثیر می گذارد و معامله گران باید دائماً از تغییرات نرخ ها مطلع باشند تا بتوانند تصمیمات بهتری اتخاذ کنند.

### شرایط اقتصادی
شرایط اقتصادی هر کشور نیز به طور غیرمستقیم بر هزینه سواپ تأثیر می گذارد. رویدادهای اقتصادی نظیر رشد اقتصادی، تورم و بیکاری می توانند به شدت بر نرخ های بهره و در نتیجه بر هزینه سواپ اثرگذار باشند. به عنوان مثال، اگر اقتصادی در حال رشد باشد، پیش بینی می شود که بانک مرکزی آن کشور به منظور کنترل تورم، نرخ بهره را افزایش دهد. این امر می تواند موجب افزایش نرخ سواپ مثبت شود و به جذابیت جفت ارز های این کشور برای سرمایه گذاران بین المللی افزوده شود.
علاوه بر این، عدم قطعیت های اقتصادی مانند بحران های مالی یا نوسانات ناگهانی در بازار نیز می توانند تأثیر زیادی بر هزینه سواپ و رفتار سرمایه گذاران داشته باشند. در این زمان ها، تمایل به سرمایه گذاری در ارز هایی با ثبات بیشتر افزایش می یابد و نرخ سواپ ممکن است تحت تأثیر این تغییرات قرار گیرد؛ بنابراین، معامله گران باید به وضعیت اقتصادی کشورهای مختلف توجه کنند تا بتوانند تأثیرات آن را بر روی هزینه سواپ و استراتژی های معاملاتی خود ارزیابی کنند.

### شکاف نرخ ارز
شکاف نرخ یا اختلاف بین نرخ های بهره دو کشور مختلف در یک جفت ارز، از دیگر عواملی است که می تواند به شکل مستقیمی بر هزینه سواپ تأثیر بگذارد. هرچه این شکاف بیشتر باشد، معمولاً نرخ سواپ نیز بیشتر خواهد بود. به عبارت دیگر، اگر نرخ بهره یک کشور ۲٪ و نرخ بهره کشوری دیگر ۱٪ باشد، معامله گرانی که به خرید ارز با نرخ بهره بالاتر می پردازند، نرخ سواپ مثبتی را دریافت کرده و به احتمال زیاد توجیه مالی بهتری برای نگهداری آن موقعیت خواهند داشت.
این شکاف نرخ می تواند به سرعت تغییر کند، به ویژه در پاسخ به تغییرات اقتصادی و تصمیم های سیاست گذارای بانک های مرکزی. به همین دلیل، معامله گران باید به این شکاف ها دقت کنند و با در نظر گرفتن آن ها، هزینه های سواپ خود را به دقت مدیریت کنند. تغییرات در شکاف نرخ می تواند منجر به تغییرات ناگهانی در هزینه های سواپ شود و بنابراین تحلیل مداوم این مقادیر برای تصمیم گیری های معاملاتی بسیار حیاتی است.
در مجموع، نرخ های بهره، شرایط اقتصادی و شکاف نرخ عواملی هستند که می توانند بر هزینه سواپ تأثیر بگذارند و معامله گران باید به طور مداوم این عوامل را زیر نظر داشته باشند تا از معاملات خود بیشترین بهره را ببرند.

## نحوه محاسبه هزینه سواپ
محاسبه هزینه سواپ در بازار فارکس به عواملی مانند اندازه پوزیشن، نرخ های بهره دو ارز درگیر در معامله و نوع جفت ارز مورد معامله بستگی دارد. در واقع، هزینه های سواپ به ما نشان می دهد که چقدر باید برای نگهداری یک موقعیت باز در طول شب هزینه کنیم یا چه مقدار سود از آن دریافت خواهیم کرد.

### تأثیر اندازه پوزیشن
اندازه پوزیشن یا حجم معامله، یکی از مولفه های مهم در محاسبه هزینه سواپ است. هرچه اندازه پوزیشن بزرگ تر باشد، هزینه سواپ نیز به تناسب افزایش می یابد. به عنوان مثال، اگر یک معامله گر با حجم ۱ لات (معمولاً معادل ۱۰۰,۰۰۰ واحد ارز پایه) پوزیشن خرید ایجاد کند، هزینه سواپ محاسبه شده در مقایسه با یک پوزیشن با حجم ۰.۱ لات (معادل ۱۰,۰۰۰ واحد) بیشتر خواهد بود؛ بنابراین، سرمایه گذاران باید به سایز پوزیشن خود توجه داشته باشند تا از تأثیر آن بر هزینه های سواپ آگاه باشند.

### تأثیر نرخ های بهره
نرخ های بهره ارز های مربوط به جفت ارز مورد معامله، عاملی دیگر در محاسبه هزینه سواپ است. هزینه سواپ معمولاً بر اساس اختلاف نرخ بهره بین دو کشور محاسبه می شود. اگر نرخ بهره ارز پایه (اولین ارز در جفت) بالاتر از نرخ بهره ارز مقابل (دومین ارز در جفت) باشد، سرمایه گذار ممکن است سواپ مثبتی دریافت کند. برعکس، اگر نرخ بهره ارز مقابل بالاتر باشد، هزینه سواپ به شکل منفی بر سرمایه گذار تحمیل می شود. به همین دلیل، معامله گران باید به تغییرات نرخ های بهره و تأثیر آن ها بر هزینه سواپ توجه کنند.

### تأثیر نوع جفت ارز
نوع جفت ارز نیز می تواند هنگام محاسبه هزینه سواپ مهم باشد. برخی از جفت ارز ها به دلیل نوسانات بالاتر، سواپ های بیشتری نسبت به سایرین دارند. به عنوان مثال، جفت ارز های خاصی که به طور معمول در آن ها تحرکات بیشتری وجود دارد، ممکن است هزینه سواپ بیشتری داشته باشند. این امر موجب می شود که معامله گران براساس جفت ارزی که انتخاب می کنند، بررسی دقیق تری بر روی هزینه های سواپ داشته باشند.

## نکات مهم درباره سواپ در فارکس
تحقیق در مورد هزینه های سواپ
انتخاب بروکر مناسب
استفاده از حساب های بدون سواپ
معاملات کوتاه مدت
بررسی نوسانات نرخ بهره
تنوع در جفت ارز ها
استفاده از تقویم اقتصادی
تجزیه و تحلیل هزینه ها
آزمون استراتژی های مختلف
مشاوره با متخصصان